# Международный институт стратегических исследований
Международный институт стратегических исследований (англ. International Institute for Strategic Studies, IISS) — исследовательский-аналитический центр по вопросам военно-политических конфликтов. Штаб-квартира расположена в Лондоне. Был основан в 1958 году и изначально фокусировался на вопросах предотвращения распространения ядерного оружия и контроля вооружений.

## Выпускаемые издания
Занимается выпуском следующих изданий:
- «Серия Эделфи», серия книг с углубленным анализом основных вопросов стратегии и обороны[1];
- «Военный баланс», ежегодный каталог с обзором военных и оборонительных потенциалов 170 стран;
- «Стратегические комментарии», журнал коротких отчетов по самым острым стратегическим вопросам[2];
- «Стратегическое досье», каталог публикаций[3];
- «Стратегическое обозрение», ежегодный обзор международных отношений[4];
- «Выживание», ежеквартальный журнал по международным отношениям[5];

## Директора
- Аластер Бучан (Alastair Buchan) (1958—1969)
- Франсуа Дюшэн (François Duchêne) (1969—1974)
- Кристоф Бертрам (Christoph Bertram) (1974—1982)
- Роберт Дж. О’Нил (Robert J. O’Neill) (1982—1987)
- Франсуа Эйсбур (François Heisbourg) (1987—1992)
- Бо Хулдт (Bo Huldt) (1992—1993)
- Джон Чипмен (John Chipman) (1993 — н. в.)

## Примечание
1. ↑  Ссылка на официальную страницу серии книг «Эделфи». Дата обращения: 17 сентября 2009. Архивировано из оригинала 28 июля 2012 года.
2. ↑  Ссылка на официальную страницу журнала «Стратегические комментарии». Дата обращения: 17 сентября 2009. Архивировано 25 июня 2018 года.
3. ↑  Ссылка на официальную страницу каталога публикаций «Стратегическое досье». Дата обращения: 14 июля 2022. Архивировано 21 июня 2022 года.
4. ↑  Ссылка на официальную страницу ежегодных обзоров «Стратегическое обозрение». Дата обращения: 14 июля 2022. Архивировано 21 июня 2022 года.
5. ↑  Ссылка на официальную страницу журнала «Выживание». Дата обращения: 14 июля 2022. Архивировано 21 июня 2022 года.